# 류시훈
류시훈(柳時熏(유시훈), 1971년 12월 8일~)은 대한민국의 바둑 기사로 현재 일본기원 도쿄 본원 소속이다. 본관은 풍산이다.

## 탄생 및 바둑 입문
류시훈은 1971년 12월 8일 대한민국 서울특별시에서 태어났다. 그의 여동생 류지인 아마 4단, 아버지 류종렬, 어머니 신용주는 한국여성바둑연맹 회장이었으며, 그 후 1986년 일본으로 건너가서 1988년에 입단해 1994년 6단으로 승단한 이후에 제9회 일본 NEC배에 우승하고 일본 천원전(天元戰) 3연패를 달성했다.
1996년 7단으로 승단했고 2000년 제12기 일본 천원전에서 고바야시 고이치 9단을 걲고 다시 천원타이틀을 얻게 되었다. 2002년 제26기 일본 기성전(棋聖戰)에서 왕리청(王立誠) 9단에 패해 준우승을 차지했다. 이후 2003년 9단으로 승단 후 제22회 NEC배에서 우승을 했다.